# Berghülen
Berghülen là một xã ở huyện Alb-Donau ở bang Baden-Württemberg thuộc nước Đức. Đô thị này có diện tích 26,13 km², dân số thời điểm 31 tháng 12 năm 2020 là 1990 người.